# Perca americana
La perca americana o black bass (Micropterus salmoides) és un peix al·lòcton d'origen nord-americà, d'aspecte fer, que va ser introduït a la península Ibèrica el 1955 i a Catalunya cap als anys seixanta del segle xx pels responsables de l'Administració de l'Estat.
Es tracta d'un voraç depredador d'altres espècies de peixos, per la qual cosa la seua presència pot provocar un desequilibri important en la ictiofauna local. Pot depredar igualment amfibis i insectes a la superfície de l'aigua. Conviu sobretot amb la carpa comuna.
Sovint introduït per pescadors, aquest peix és present en molts embassaments i llacs grans catalans, com a l'estany de Banyoles on s'ha adaptat força bé.
També es troba en trams lents de rius, com ara en certs trams del nord de la Gavarresa. A l'embassament de Sau es va introduir l'any 1963 i, després de la mortaldat del 1989, hi va reaparèixer el 1990. També és present, i molt abundant, al pantà de Susqueda, als embassaments de Santa Creu de Joglars (Olost, Lluçanès) i a les rieres de Sant Segimon i d'Avençó.
Tolera molt bé les altes temperatures i efectua migracions en profunditat diàries i estacionals.
Pot arribar a assolir unes bones dimensions, que, a Graugés, poden arribar a 3 kg, després que fossin repoblats entre 1981-1982 per equilibrar la població de gardins.
És un peix valent i fort, cosa que el fa molt apreciat esportivament (també per la carn).